# Dubaj (emirat)
Dubaj (arab. دبي, trl. Dubayy, trb. Dubajj; oficjalnie arab. إمارة دبي, trl. Imārat Dubayy, trb. Imarat Dubajj) – jeden z siedmiu emiratów tworzących Zjednoczone Emiraty Arabskie. Stolicą tej jednostki administracyjnej jest miasto Dubaj. Emirat Dubaj jest najbardziej zaludnionym i drugim co do wielkości emiratem w ZEA po Abu Zabi. Wyróżnia się spośród innych części kraju niskim dochodem z wydobycia ropy naftowej, stanowiącym 6% PKB. Główne dochody emirat czerpie ze strefy ekonomicznej Jebel Ali Free Zone oraz turystyki.

## Historia
Tereny dzisiejszego miasta były zamieszkane już 3 tys. lat p.n.e. Najstarsze miejsce, gdzie został wspomniany Dubaj to arabska książka Majam Ma Ostojam men Asmae Al beelad wal Mawadhea z roku 1095. Z czasem, gdy coraz większą rolę zaczął odgrywać handel perłami łowionymi na miejscu, statki tutejszych kupców zaczęły docierać do Chin, skąd wracały wyładowane jedwabiem i porcelaną, które z kolei stąd docierały do Europy. Największy rozkwit handlu i żeglugi nastąpił między VIII a XIII wiekiem. W XVIII wieku Al Abu Falasa, linia klanu Bani Yas, uzależniła Dubaj od Abu Zabi aż do roku 1833. 8 stycznia 1820 roku szejk Dubaju został sygnatariuszem brytyjskiego Generalnego Pokojowego Paktu. W 1833 roku dynastia Al Maktoum wyzwoliła miasto spod zależności od Abu Zabi, od tego czasu Dubaj stał się wolnym emiratem. Od 1892 roku Dubaj znalazł się pod protekcją Wielkiej Brytanii. W marcu 1892 roku został utworzony Oman Traktatowy. Podobnie jak inne miasta Dubaj przez dłuższy czas był wioską rybacką oraz perłową, zmieniło się to po odkryciu ropy w latach 60.
Po dewaluacji rupii zatokowej w 1966 roku, Dubaj dołączył do nowego niepodległego stanu Kataru, aby utworzyć nową jednostkę monetarną rial.
2 grudnia 1971 roku Dubaj razem z Abu Zabi i 5 innymi emiratami utworzyli ZEA po opuszczeniu Zatoki Perskiej przez Brytyjczyków w 1971. W 1973 roku Dubaj przyjął nową walutę o nazwie dirham. W XX wieku miasto skorzystało na stabilnych warunkach stworzonych przez dwóch długo urzędujących emirów: szejka Saeed Bin Maktoum od 1912 do 1958 oraz szejka Rashid Bin Saeed al-Maktoum. Szejk Rashid odgrywał główną rolę w rządzeniu emiratem. Przez ten czas rozwinął miasto z małej wioski do nowoczesnego miasta ze świetną komunikacją oraz infrastrukturą przemysłową. Od 1990 roku z powodu choroby szejk odgrywa mało znaczącą rolę w rządzeniu, przejęło ją jego czterech synów.
Władcy Dubaju od 1833 roku:
- ...–1833 – 'Ubayd ibn Said
- 1833–1852 – Maktum I ibn Bati ibn Suhayl
- 1852–1859 – Said I ibn Bati
- 1859–1886 – Hushur ibn Maktum
- 1886–1894 – Raszid I ibn Maktum
- 1894–1906 – Maktum II ibn Hushur
- 1906–1912 – Bati ibn Suhayl
- 1912–1929 – Said II ibn Maktum
- 1929 – Mani ibn Rashid
- 1929–1958 – Said II ibn Maktum (ponownie)
- 1958–1990 – Raszid II ibn Said Al Maktum
- 1990–2006 – Maktoum III ibn Rashid Al Maktum
- 2006 – Muhammad ibn Raszid al-Maktum

Obecnym władcą Dubaju jest szejk Muhammad ibn Raszid al-Maktum. Podobnie jak wcześniejszy władca, jego starszy brat szejk Maktoum bin Rashid Al Maktoum, on także jest wiceprezydentem i premierem Zjednoczonych Emiratów Arabskich.

## Geografia
Dubaj leży nad Zatoką Perską, na południowy zachód od Szardży i na północny wschód od Abu Zabi. Do Dubaju należy także eksklawa otoczona przez Oman, Adżman i Ras al-Chajma, o nazwie Hatta. Emirat jest podzielony na 9 sektorów: 1–4,6 są zurbanizowane, 7–9 przemysłowe, 5 to Jebel Ali, 7 – Hatta. Większość Dubaju to pustynia oraz góry Hajar na wschodzie, znajdują się także liczne zielone oazy i doliny.
W przeciwieństwie do Abu Zabi i Szardży, Dubaj ma tylko jedno miasto. Chociaż emirat ma powierzchnię 3900 km² populacja (889 518 w 1990) jest skoncentrowana w mieście. Wpłynęło to na atrakcyjność oaz jako miejsc na weekendowy wypoczynek poza miastem.
Rezerwy ropy naftowej w Dubaju stanowią mniej niż 1/20 zasobów Abu Zabi. Wpływy z wydobycia ropy stanowią niewielką część dochodów emiratu.

## Język i religia
Oficjalnym językiem jest arabski, ale angielski, hindi, perski, oraz urdu są także często używane. Islam jest oficjalną religią w całych Zjednoczonych Emiratach Arabskich. Większość ludzi to sunnici. Mniejszości religijne to hindusi, sikhowie oraz chrześcijanie. Dubaj jest jedynym emiratem, w którym znajdują się świątynie hinduistyczne oraz sikhów. W Meena Bazaar są świątynie Śiwy oraz Kriszny. Znajduje się tam także elektryczne krematorium prowadzone przez indyjskich emigrantów. Rząd wystosował ustawę o tolerancji wobec politeistów. W 2001 roku rozpoczęła się budowa kilku świątyń protestanckich i rzymskokatolickich, finansowanych przez rząd na Jebel Ali.